# Trever O'Brien
Trever Branden O'Brien (nascido em 19 de janeiro de 1984) é um americano ator de Newport Beach, Califórnia e irmão mais novo do ator Austin O'Brien.

## Vida e carreira
O'Brien começou sua carreira atuando como um modelo no Good Morning America. De lá, ele passou a atuar em papéis comerciais de TV e cinema. O'Brien fez sua estréia no cinema em A Private Matter, seguido por papéis em Homecoming, Refuge, Lawnmower Man 2, Ring of the Musketeers Gridiron Gang e The Midas Touch. Ele estrelou em Nowhere Man e estrelou em What Love Sees e um episódio em Promised Land fazendo o papel de Joey um adolescente com dislexia.
Nascido na Califórnia do Sul em 19 de janeiro de 1984, O'Brien também foi um músico tocando bateria e guitarra elétrica. Devido a um acidente que o deixou com fratura de cotovelo direito O'Brien se tornou canhoto. Ele tem dois irmãos, Austin e Amanda, ambos atores e músicos.

## Trabalhos
- In Time (2011)
- House MD(2009) (1 episódio)
- Shark (TV) (2007) ("Trial by Fire" - 1ª temporada, Episódio. #18)
- Without A Trace (TV) (2007) ("Primed" - 5ª temporada, Episódio. #14)
- Gridiron Gang (2006)
- CSI: Crime Scene Investigation (TV) (2005) ("Gum Drops" - 6ª temporada, Episódio. #05)
- A Christmas Too Many (2005)
- Dodgeball: A True Underdog Story (2004)
- Cold Case (TV) (2004) ("Volunteers" - 1ª temporada, Episódio. #16)
- Skin (TV) (2003) ("Secrets &  Lies" - 1ª temporada, Episódios. #02)
- They Call Him Sasquatch (2003)
- Touched by an Angel (TV) (2002) ("Secrets and Lies" - 8ª temporada, Ep. #15)
- Refuge
- Motocrossed (2001)
- Michael Landon, The Father I Knew (1999)
- They Come at Night (1998)
- Promised Land (TV) (1997) ("Bookworm" - 2ª temporada, Episódio. #11)
- The Midas Touch (1997)
- What Love Sees (1996)
- Homecoming (1996)
- Nowhere Man (TV) (1996) ("Through A Lens Darkly" - 1ª temporada, Episódio. #20)
- Lawnmower Man 2: Beyond Cyberspace (1996)
- Ring of the Musketeers (1992)
- A Private Matter (1992)

## Ligações Externas
- Trever O'Brien. no IMDb.